# ويليام هاميلتون بيج
ويليام هاميلتون بيج (بالإنجليزية: William Hamilton Page)‏ هو مصمم جرافيك أمريكي، ولد في 1829 في Tilton, New Hampshire ‏ في الولايات المتحدة، وتوفي في 1909 في مايستيك في الولايات المتحدة.